# Нижняя Мосара
Нижняя Мосара (мар. Ӱлыл Мосара) — деревня в Мари-Турекском районе Республики Марий Эл. Входит в состав Хлебниковского сельского поселения.

## География
Находится в восточной части республики Марий Эл на расстоянии приблизительно 23 км по прямой на юго-восток от районного центра посёлка Мари-Турек.

## История
Известна с 1733 года как деревня Мосара с населением 6 ясачных крестьян. В 1816 году в деревне проживали 38 человек. В 1883 году в деревне насчитывается 22 двора. В 1905 году в деревне было 45 дворов, 289 жителей, в 1923 году 56 и 284 соответственно. В 1943 году в деревне было 62 двора и 206 жителей. В 2000 году в деревне отмечено 75 домов. В советское время работали колхозы «Ужара», «У ял», «Передовик», совхоз имени Кирова.

## Население
Население составляло 224 человека (мари 96 %) в 2002 году, 201 в 2010.